# سسکان آفریقایی
سسکان آفریقایی (نام علمی: Macrosphenidae) نام یک خانواده از زیرراسته پرنده آوازخوان است.